# Tellonym
Tellonym (Wortneuschöpfung, aus englisch to tell (sagen) und deutsch anonym) ist eine kostenlos angebotene, werbefinanzierte, plattformübergreifende Messaging App um Fragen beantworten zu lassen. Dabei ermöglicht Tellonym auf einfachem Weg Feedback zu erhalten und unterstützt die Anonymität der Feedback-Gebenden sowie den Schutz der Empfänger vor ungewollten Veröffentlichungen. Dem steht die Möglichkeit gegenüber, auch ungefragt Rückmeldungen zu geben oder zu erhalten. Auf dem Portal sind derzeit über 13 Millionen deutschsprachige Benutzer angemeldet (Stand: März 2019), was ungefähr einem Drittel der insgesamt 40 Millionen Benutzer weltweit entspricht. Der Rest stammt vor allem aus den Vereinigten Staaten, Großbritannien und Brasilien. Eine Million Menschen nutzen die App täglich, ein Drittel in Deutschland. Gegründet wurde tellonym.me von der Entwicklerfirma Callosum Software um Maximilian Rellin, Max Fehmerling, Johannes Sorg und Birger Naß. Christopher Obereder trat zudem als Chief Marketing Officer in Erscheinung.

## Geschichte
Vergleichbare Projekte wurden mit ask.fm 2010 gestartet, während der Mitbewerber Sarahah aus Saudi-Arabien ebenfalls 2016 begann.
Das Projekt Tellonym startete im April 2016. Im Mai 2017 waren 700.000 Nutzer angemeldet. Bis Juni 2018 waren 2 Millionen Benutzer registriert. Der Google App Store gibt derzeit 13 Millionen Anmeldungen an. Nach den Erhebungen des Jugend-Internet-Monitor 2018 in Österreich benutzen 12 Prozent der 11- bis 17-Jährigen die App.
Auf Alexa erreicht die App in Frankreich Platz 2572, in Deutschland Platz 4652 und in Brasilien Platz 23.125.

## Technologie
Die Nachrichten bei Tellonym nennen sich Tells. Das Profil eines Nutzers besteht aus nichts anderem als dessen Benutzernamen. Mit Hilfe des Profils wird Feedback gesammelt, zur eigenen Person, zur Arbeit, zu beliebigen Fragen. So lässt sich Tellonym als eine Art Umfrage-Tool nutzen. Neben Freunden kann jeder über einen öffentlichen Link zum persönlichen Profil gelangen und dort Kommentare hinterlassen. Das erleichtert das Hinterlassen von verletzenden oder belästigenden Kommentaren, die im Gegensatz zu anderen Plattformen jedoch nicht sofort erscheinen, sondern erst durch eine Antwort des Empfangenden öffentlich sichtbar werden. Um andere Benutzer zu bewerten, ist kein eigenes Profil, bei dem Name oder E-Mail-Adresse angegeben werden müssten, notwendig. Der Anbieter behält sich vor, die Nachrichten und IP-Adressen der Endgeräte zu einer eventuell notwendigen Übermittlung an Strafbehörden vorzuhalten. Die App prüft jede verschickte Nachricht individuell und ermittelt ein potentielles Risiko basierend auf den enthaltenden Worten, der Benutzungshistorie des Sendenden, den Sicherheitseinstellungen des Empfangenden und vorherigen Entscheidungen des Moderationsteams. Durch diese Prüfung werden Nachrichten entweder direkt zugestellt, von Moderatoren vor Auslieferung geprüft oder direkt gelöscht. Zudem ermöglicht es die App, einen benutzerbasierten Wortfilter mit maximal zehn Worten einzurichten, der verhindert, dass „Tells“, welche die aufgelisteten Worte enthalten, an den Benutzer gelangen. Dieser Wortfilter kann in der Praxis unwirksam werden, da er bereits durch den Austausch von Einzelbuchstaben umgangen werden kann. Der Absender kennt allerdings weder die benutzerbasierten Wörter noch wird er über die etwaige Blockierung seiner Nachricht informiert. Mit Hilfe einer Timerfunktion kann der Absendezeitpunkt der Nachricht geplant werden.

## Verknüpfung mit anderen Medien
Tellonym wird am häufigsten über Instagram verbunden, obwohl sich eine direkte Verbindung der Datenbanken nicht herstellen lässt. Zur Verbreitung werden auch WhatsApp, Snapchat und die Timeline von Twitter verwendet.

Die App kann im Google Play Store für Android-Geräte und im App Store für iOS-Geräte kostenlos heruntergeladen werden. Im Google Play Store ist die App laut USK-Einschätzung ab 12 Jahren geeignet und enthält Werbung. Der App Store gibt eine Altersfreigabe ab 17 Jahren. Die App benötigt Zugriff auf die Identität, die Kontakte, Medien wie Fotos und Dateien, die Kamera, die Geräte-ID und Anrufinformationen.

## Notfallvorsorge
In Deutschland gehört Tellonym nicht zu den im NetzDG angesprochenen Plattformen. Das heißt, sie sind nicht verpflichtet, offenkundig strafbare Inhalte nach spätestens 24 Stunden und weniger eindeutig strafbare Inhalte nach spätestens sieben Tagen zu löschen. Auf Grund von erhöhtem Cyber-Mobbing auf der Plattform sperrten die Kommunen Herøy, Hareid, Vestfold og Telemark, Ulstein, Vanylven, Volda und Ørsta in Zusammenarbeit mit dem SSIKT im Jahr 2018 die App und die Webanwendung aus den kommunalen Netzwerken.

## Kontroversen
Die Möglichkeit, „Tells“ anonym zu formulieren, kann dazu missbraucht werden, Nutzer zu beschimpfen oder zu belästigen. Dies kann bis zu Cybermobbing führen. Da der Benutzeranteil von Tellonym zu 70 Prozent aus heranwachsenden Mädchen besteht, werden diese besonders häufig durch anonyme Beleidigungen verunsichert. Bereits mehrfach wurde die Messaging App Tellonym aufgrund der Tatsache anonym Nutzer über Tells zu beschimpfen von den renommierten Medien, wie dem Tagesspiegel, der FAZ und dem Spiegel in Kritik gestellt.
In ihrem Jahresbericht 2018 dokumentierte Jugendschutz.net auf Tellonym „vielfach […] drastische Beleidigungen oder gar Aufforderungen zum Suizid“. Der Anbieter hat mittlerweile digitale Mechanismen zur Prävention von Suizid und Amoklauf implementiert, die eine Kontaktaufnahme mit den Nutzern selbst, den Eltern und professionellen Hilfsorganisationen einschließt.
Im Dezember 2020 ereignete sich ein Gerichtsprozess auf Grund sexueller Belästigung mehrerer Schülerinnen in Burg. Eine Zeugin soll dabei vor ihrer Anhörung anonyme Drohnachrichten auf der Plattform Tellonym bekommen haben. Nach den Auskunftsersuchen der Polizei stellte sich jedoch heraus, dass sie sich einen Teil der Nachrichten selber geschrieben haben soll.